# (36800) Katarinawitt
(36800) Katarinawitt est un astéroïde de la ceinture principale découvert le 28 septembre 2000 à l'observatoire populaire de Drebach par l'astronome allemand Jens Kandler. Sa désignation provisoire était 2000 SF45.
Il porte le nom de la patineuse allemande Katarina Witt.